# Lennart Hohenthal

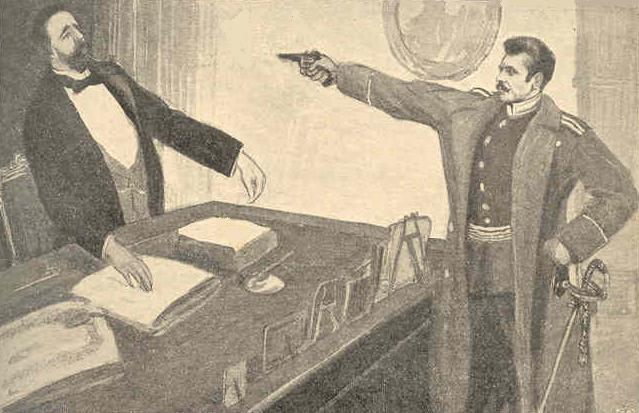
Lennart Hohenthal skjuter prokuratorn Eliel Soisalon-Soininen till döds med tre skott i magen och bröstet den 6 februari 1905.

Karl Lennart Hohenthal, född 25 november 1877 i Kurikka, Finland, död 13 augusti 1951 i London, var en finlandssvensk aktivist. Hohenthal var äldste son till Klas Emil Hohenthal (född 1846 i Lappo) och Leonie Reichnizt (född 1845 i Stockholm). Fadern verkade som kyrkoherde i Sideby 1885-1898 och i Nivala 1898-1904. Lennart Hohenthal tillhörde den tyska släkten Hohenthal, som ursprungligen kommit från Svenska Pommern till Finland under 1700-talet.
Den 6 februari 1905 sköt Helsingforsstudenten Lennart Hohenthal, vilken dess före studerat vid Vasa lyceum, ihjäl prokuratorn Eliel Soisalon-Soininen i dennes hem på Bulevarden 12 i Helsingfors. Hohenthal var utklädd till rysk officer, kallade sig för löjtnant Alexander De Gadd och sades vara från Sankt Petersburg, enligt visitkortet som man hade tryckt upp för mordtillfället. Säkerhetsvakten släppte in Hohenthal till Soisalon-Soininens arbetsrum efter en viss väntan. Efter skotten uppstod kalabalik; den skjutnes hustru Emilia Adelaide Louise Grenqvist (1859–1934) försökte rädda maken, medan den senares son och säkerhetsvakten, båda med revolvrar i sina händer, skadesköt Hohenthal i handen och benet. Sårad kom Hohenthal inte längre än till angränsande rum, där han föll ihop och strax därefter arresterades av polisen. Hohenthal kom i rätten att försvaras av Pehr Evind Svinhufvud. Trots ett brinnande försvarstal från Svinhufvud, så dömdes Hohenthal till livstids fängelse.
Det var inte första gången Hohenthal hade försökt genomföra ett attentat, såsom medlem av det aktiva motståndspartiet Kagalen, hade han drygt ett år tidigare flera gånger försökt döda den ryske generalguvernören Nikolaj Bobrikov genom att spränga denne i luften under någon promenad. Det misslyckades på grund av tillfälligheter, men Hohenthal och kumpanerna Herman Gummerus och Arvid Mörne förhördes, då polisen var denna attentatsgrupp i spåren. I brist på bevis blev de aldrig häktade.
Den 10 oktober 1905 befriades Hohenthal från länsfängelset på Skatudden i Helsingfors av aktivistvänner. I fritagandet medverkade den då 18-årige Gunnar Björling. Aktivisterna hjälpte Hohenthal att fly till Sverige via det så kallade Monäspasset (genom lantdagsman Jakob Näs och Isak Flygar). Senare kom Hohenthal till England, där verkade han som sjukgymnast – i Finland hade Hohenthal studerat medicinvetenskap vid Helsingfors universitet – och affärsman under namnet Erik Alvén, samtidigt som han arbetade i det tysta för Finlands självständighet. I England skrev Hohenthal även sina memoarer och en skrift om vännen och attentatsmannen Eugen Schauman, den person som 16 juni 1904 lyckades skjuta den ryske generalguvernören Nikolaj Bobrikov till döds i Senatshuset i Helsingfors. Hohenthal benådades av den nya finländska regeringen efter Finlands självständighet.